# Mario Majeroni
Mario Majeroni (1870 – New York, 18 novembre 1931) è stato un attore italiano naturalizzato statunitense.

## Filmografia
- The Nightingale, regia di Augustus E. Thomas (1914)
- The Dictator, regia di Oscar Eagle (1915)
- The Cotton King, regia di Oscar Eagle (1915)
- The Little Mademoiselle, regia di Oscar Eagle (1915)
- Sherlock Holmes, regia di Arthur Berthelet (1916)
- Less Than the Dust, regia di John Emerson (1916)
- The White Raven, regia di George D. Baker (1917)
- The Hawk, regia di Paul Scardon (1917)
- Heart's Desire, regia di Francis J. Grandon (1917)
- The Broadway Sport, regia di Carl Harbaugh (1917)
- A Sleeping Memory, regia di George D. Baker (1917)
- Partners of the Night, regia di Paul Scardon (1920)
- Love Without Question, regia di B.A. Rolfe (1920)
- Children Not Wanted, regia di Paul Scardon (1920)
- D'ora in poi (From Now On), regia di Raoul Walsh (1920)
- Destiny's Isle, regia di William P.S. Earle (1922)
- The Valley of Silent Men, regia di Frank Borzage (1922)
- The Face in the Fog, regia di Alan Crosland (1922)
- The Spirit of Evil, regia di Alexander Hall - cortometraggio (1922)
- I nemici delle donne (Enemies of Women), regia di Alan Crosland (1923)
- The Snow Bride, regia di Henry Kolker (1923)
- The Steadfast Heart, regia di Sheridan Hall (1923)
- The Humming Bird, regia di Sidney Olcott (1924)
- Lacrime di madre (Her Love Story), regia di Allan Dwan (1924)
- Amore argentino (Argentine Love), regia di Allan Dwan (1924)
- The Little French Girl, regia di Herbert Brenon (1925)
- The Substitute Wife, regia di Wilfred Noy (1925)
- The King on Main Street, regia di Monta Bell (1925)
- Share and Share Alike, regia di Whitman Bennett (1925)
- Rubber Heels, regia di Victor Heerman (1927)